# Big Mama (filme)
Big Mama é um filme-documentário em curta-metragem estadunidense de 2000 dirigido e escrito por Tracy Seretean. Venceu o Oscar de melhor documentário de curta-metragem na edição de 2001.